# Сензорна соба
Сензорна соба је посебна соба дизајнирана да развије чуло особе, обично кроз посебно осветљење, музику и предмете. Може се користити као терапија за децу са ограниченим комуникацијским вештинама.
„Сензорна соба“ је кровни термин који се користи за категоризацију широког спектра терапеутских простора посебно дизајнираних и коришћених за промовисање самоорганизације и позитивне промене. Постоји више типова сензорних соба и намена за употребу које су до данас креиране и примењене у различитим областима праксе. Када се правилно користе, сензорне собе:
- Помозите да се створи безбедан простор
- Олакшајте терапијски савез
- Пружити могућности за ангажовање у стратегијама превенције и деескалације криза, као и низ других терапијских размена (да подучавају вештине, нуде разне терапеутске активности, итд. )
- Промовишите бригу о себи/негу себе, отпорност и опоравак[4]

## Историја
Историја сензорне собе датира из Холандије касних 1970-их, а измислили су је психолози Ад Верхеул и Јан Хулсегге. Првобитни назив за сензорне собе био је „сноезелен“ и настао је од споја две холандске речи, „snuffelen“ што значи њушити и „doezelen“ што значи дремати или дремати. Временом је овај термин еволуирао у сензорну собу, мулти-сензорну собу и мулти-сензорна окружења (МСЕ). Првобитно, Верхеул и Хулзеге су радили заједно са особама са тешким инвалидитетом у институцији. Идеја која стоји иза сензорне собе била је да се обезбеди окружење у којем појединац може бити изложен разним различитим облицима стимуланса како би се пробудила и ослободила сензорна перцепција. Концепт и употреба сензорне собе се проширио широм Европе и Сједињених Држава у последњих педесет година за лечење појединаца са различитим инвалидитетом, поремећајима и стањима.
Према неким изворима, Владимир Путин користи сензорну собу.

## Опрема
Сензорне собе су често пуне много различитих врста опреме. Ова опрема се користи да помогне ученицима да се фокусирају на садашњи тренутак и да боље обраде сензорне информације. Опскрбљена опрема може бити обезбеђена за равнотежу и кретање (трамполини, баланс шипке, љуљашке), смирујући притисак (ћебад, плишане животиње) и други предмети, попут слагалица.
Мултисензорна опрема је виталан и ефикасан део у лечењу сензорних поремећаја и код деце и код одраслих. Неки примери укључују: пројекторе и точкове за ефекте, мехурасте цеви, музичку опрему, оптичка влакна, вибрационе уређаје, дифузоре ароме и звучну опрему. Многе школе имају "сензорне комплете" који су персонализовани предмети сензорне стимулативне опреме који су значајни за власника. Ови комплети се држе у сензорним собама као канте, кутије, кесе, итд. да би се користили у превентивне сврхе и за било какве кризе које се могу појавити. Ови комплети се такође користе да помогну деци да створе вештине самоорганизације које могу повећати когнитивне процесе и будуће животне вештине.
Сензорна опрема може помоћи у развоју кључних животних вештина укључујући вокализацију, грубу моторику, препознавање боја и праћење. Примери укључују сензорне собе, сензорне базене, сензорна купатила и сензорне баште.
Понекад се називају и "мулти сензорна соба", "бела соба" или "тиха соба".

## Предности
Предности сензорних соба нису толико истражене, међутим, постоје значајни начини на које сензорне собе могу помоћи многима. Главна предност сензорних соба је у томе што су оне хуман и ефикасан начин да појединци управљају својим нивоом стреса. Они такође могу помоћи у управљању негативним мислима и емоцијама. Сензорне собе могу бити корисне за оне који имају историју агресије, јер могу бити корисне у деескалацији агресивног понашања. Одрасли са интелектуалним инвалидитетом могу да користе мулти-сензорна окружења како би омогућили емоционално истраживање и прилику да траже различите врсте стимулације, које могу бити терапеутске. Релаксација је важан аспект сензорних соба, а различите варијабле мулти-сензорних соба могу можда помоћи у смањењу различитих врста проблематичног понашања код пацијената. Пацијенти у хоспицијској нези могу имати користи од коришћења сензорног окружења јер могу побољшати своје искуство на крају живота . Ова окружења уводе низ нових и познатих рутина које укључују осам различитих чула.

## Деменција
Један од начина на који се користе сензорне собе је код пацијената са деменцијом. Сензорне информације су корисне у побољшању квалитета живота за људе који имају деменцију и потенцијално друге проблеме са памћењем. Недавна студија која је тестирала различите облике мултисензорних терапија открила је да постоје позитивни ефекти за оне са проблемима узнемирености. Они су били у стању да помогну у смањењу узнемирености, али није било дубљег излечења од тога да пацијенти са деменцијом проводе време у сензорној соби. Нису све студије подржале коришћење сензорних соба за оне са деменцијом. Друга студија је открила да употреба сензорних соба није била у стању да премости јаз између академских информација и имплементације нових информација. Ово је утицало на став особља старачких домова и они су нерадо дозволили штићеницима да их користе.